# 500 noches para una crisis
500 noches para una crisis es el sexto álbum de Joaquín Sabina grabado en directo. El disco está grabado en directo en Luna Park (Argentina) y reúne las canciones de la gira 500 noches para una crisis, que surge como celebración del aniversario de los 15 años de la publicación del disco 19 días y 500 noches en el año 1999.
El disco incluye, por tanto, la mayoría de las canciones del disco. A estas se suman algunas de las más populares de la discografía del ubetense, como «Princesa» o «Con la frente marchita». Además, el disco cuenta con una canción inédita, «Ese no soy yo», basada en la canción «It Ain't Me Babe» de Bob Dylan. 
Por otra parte, hay algunas canciones de Joaquín Sabina que son cantadas por miembros de su banda como Pancho Varona o Antonio García de Diego. En la gira, Joaquín estuvo además acompañado por Jaime Asúa, Pedro Barceló, Mara Barros y Josemi Sagaste. El álbum está formado por dos CD que dividen en dos partes el concierto. Al final de cada uno de estos discos, hay una canción como bonus track. El álbum cuenta también con un DVD del concierto. Este DVD cuenta con las canciones de los CD y con el making of del concierto.

## Lista de canciones
CD 1
1. Ahora que... - 8:27
2. 19 días y 500 noches - 5:50
3. Barbie Superstar - 8:37
4. Una canción para la Magdalena - 4:50
5. A mis cuarenta y diez - 6:40
6. Donde habita el olvido - 4:20
7. Dieguitos y mafaldas - 4:42
8. El caso de la rubia platino (cantada por Jaime Asúa) - 4:33
9. Cerrado por derribo - 5:25
10. Pero qué hermosas eran - 9:05
11. Más de cien mentiras - 3:24
12. De purísima y oro (Bonus Track ensayo) - 5:03

CD 2
1. Noches de boda / Y nos dieron las diez - 7:33
2. Conductores suicidas (Pancho Varona) - 5:15
3. La canción de las noches perdidas (Mara Barros) - 4:20
4. Y sin embargo te quiero (Mara Barros) / Y sin embargo - 10:20
5. Con la frente marchita - 4:40
6. Princesa - 4:51
7. Tan joven y tan viejo (Antonio García de Diego) - 3:52
8. Ese no soy yo - 4:01
9. Contigo - 5:12
10. Pastillas para no soñar - 3:13
11. La canción de los buenos borrachos - 1:20
12. Peces de ciudad (Bonus Track ensayo) - 5:42

DVD
1. Ahora que...
2. 19 días y 500 noches
3. Barbie Superstar
4. Una canción para la Magdalena
5. A mis cuarenta y diez
6. Donde habita el olvido
7. Dieguitos y mafaldas
8. El caso de la rubia platino (cantada por Jaime Asúa)
9. Cerrado por derribo
10. Pero qué hermosas eran
11. Más de cien mentiras
12. Noches de boda / Y nos dieron las diez
13. Conductores suicidas (Pancho Varona)
14. La canción de las noches perdidas (Mara Barros)
15. Y sin embargo te quiero (Mara Barros) / Y sin embargo
16. Con la frente marchita
17. Princesa
18. Tan joven y tan viejo (Antonio García de Diego)
19. Ese no soy yo
20. Contigo
21. Pastillas para no soñar
22. La canción de los buenos borrachos

Bonus Video Tracks:
1. De purísima y oro
2. Peces de ciudad
3. Making of